# Aspidionia balachowskyi
Aspidionia balachowskyi är en tvåvingeart som beskrevs av Loïc Matile 1974. Aspidionia balachowskyi ingår i släktet Aspidionia och familjen svampmyggor. Inga underarter finns listade i Catalogue of Life.